# Herodsfoot
Herodsfoot – wieś w Anglii, w Kornwalii. Leży 80 km na północny wschód od miasta Penzance i 331 km na zachód od Londynu.